# Le Chesne (Ardennes)
Pour les articles homonymes, voir Le Chesne.
Le Chesne, dite aussi Le Chesne-Populeux, est une ancienne commune française située dans le département des Ardennes en région Grand Est.
Elle a été nommée Le Chesne-Pouilleux durant l'Ancien Régime, Le Chesne-la-Réunion durant la Convention.
Par arrêté du 30 novembre 2015, à compter du 1er janvier 2016, Le Chesne fusionne avec Louvergny et Les Alleux pour créer la commune nouvelle de Bairon-et-ses-Environs.

## Géographie

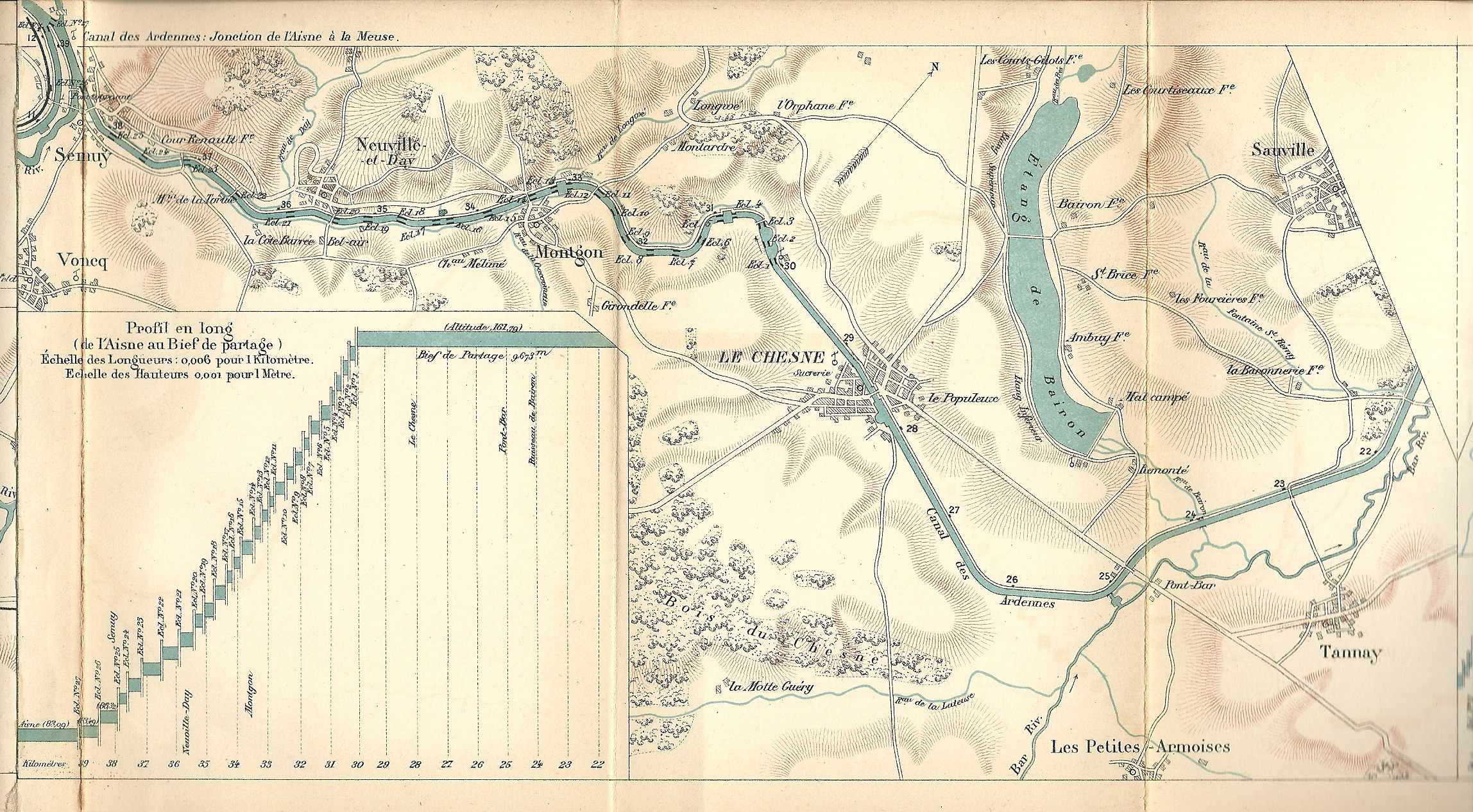
Le Chesne & ses environs, vers 1885

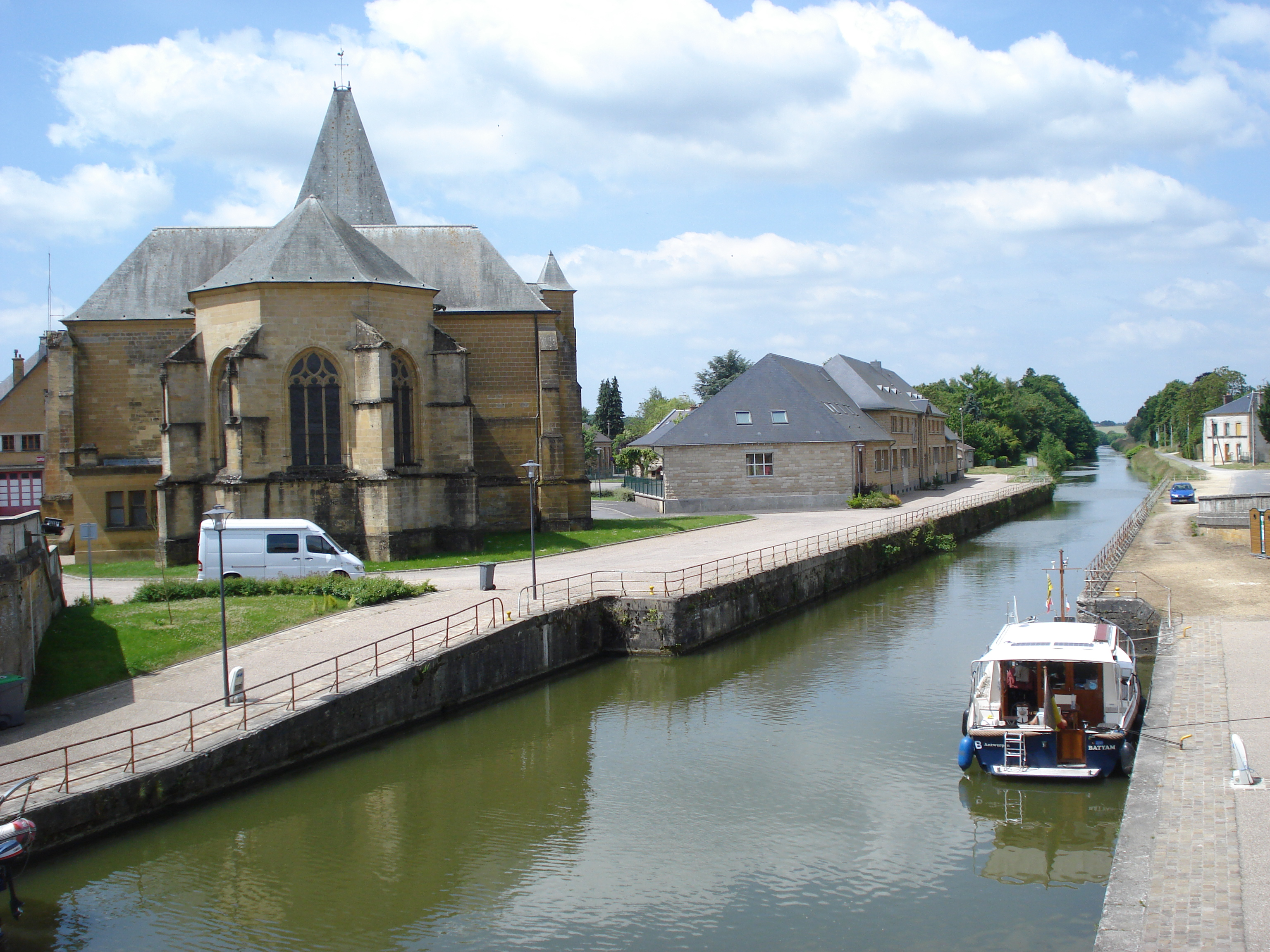
Le canal des Ardennes à Le Chesne

| Louvergny        | Sauville                        | Sauville                        |
| Montgon et Voncq | du Chesne                       | Tannay                          |
| Les Alleux       | Belleville-et-Châtillon-sur-Bar | Belleville-et-Chatillon-sur-Bar |

## Toponymie
Le toponyme Le Chesne est issu du gaulois cassanos, signifiant chêne.
Issue de la paroisse nommée Le Chesne-Pouilleux durant l'Ancien Régime puis Le Chesne-la-Réunion durant la Convention, la commune a pour nom « Le Chêne » à sa création en 1793, puis « Le Chesne » attesté dès 1801, nom qu'elle conserve officiellement depuis,.
Au seizième siècle, on rencontre « Le Chesne Populeux ». D'ailleurs, un document officiel mis à jour en 2013 donne encore la forme « Le Chesne-Populeux ».
Historiquement, Le Chesne a la particularité linguistique d'avoir le "Le", ainsi que l'espace, faire partie intégrante du nom. Selon les puristes, on ne ferait donc pas la contraction "au Chesne", ni "du Chesne", mais on dirait bien "à Le Chesne" et "de Le Chesne". Aujourd'hui encore, la question suscite le débat.

## Histoire

### Période antique
Il ne semble pas qu'il y ait eu une occupation préhistorique : situé dans une cuvette marécageuse, l'endroit n'est alors qu'un lieu de passage. À la suite de la conquête romaine, une voie romaine est établie qui traverse ce territoire d'est en ouest, selon un tracé rectiligne correspondant grosso modo à la D977 entre Le Chesne et Pont-Bar, à la rue Notre-Dame et au tracé d'un chemin communal entre Le Chesne et Voncq : cette ancienne voie romaine est la voie romaine reliant Trèves à Reims. Elle ne figure pas dans la table de Peutinger mais apparaît dans l'itinéraire d'Antonin sans qu'une implantation permanente ne soit mentionnée pour l'emplacement du Chesne. C'est un point intermédiaire entre Voncq et Stonne, deux camps militaires importants. Un habitat apparaît au fil des siècles le long de cette voie romaine,.

### Moyen Âge et Époque moderne
En 1200, Hugues, comte de Rethel, et Pierre, abbé de Saint-Rémi de Reims, annoncent fonder un nouveau village dans la forêt de Bairon, un projet qui ne se concrétise pas selon l'historien Dom Ganneron, mais qui, selon des annotations dans les archives de l'évêché de Reims, pourrait être à l'origine du Chesne,. En 1207, une charte de franchise est signée entre Hugues II comte de Rethel et Guy, abbé de Saint-Rémi. La guerre de Cent Ans n'épargne pas le village.
Dans le contexte complexe de cette guerre, une légende apparaît qui mêle le village du Chesne aux origines du sacre des rois de France à Reims. Lors d'une guerre contre les Anglais, on y aurait retrouvé, grâce aux habitants du Chesne, la Sainte Ampoule dont les Anglais s'étaient emparés. Les bourgeois de la ville auraient ainsi acquis le privilège d'être présents au sacre du roi de France, et ceci dès le sacre de Jean II. C'est aussi pourquoi le blason actuel de la commune reproduit une colombe venue du ciel et portant l'ampoule.
Durant le Moyen Âge, le Chesne est une étape dans le pèlerinage vers Saint-Jacques-de-Compostelle, ce qui permet le développement commercial et religieux de la ville par la construction d'une église, et éveille l'intérêt des abbés de Saint-Remi pour la ville. La croix du Chesne, édifiée au XVe siècle, abrite alors une statue de saint Jacques. Pendant les Guerres de Religion, la ville tente de se protéger derrière de modestes remparts de terre, mais ceci ne lui évite pas d'être occupée et pillée à plusieurs reprises, puis pendant la Fronde et les conflits avec le Saint-Empire germanique.
En 1774, une enquête de l'archidiocèse de Reims relève que la profession principale des habitants du Chesne « est celle de faiseur de chapes d'acier qu'on envoie à Paris pour monter les boucles d'argent" ».

### Depuis 1789

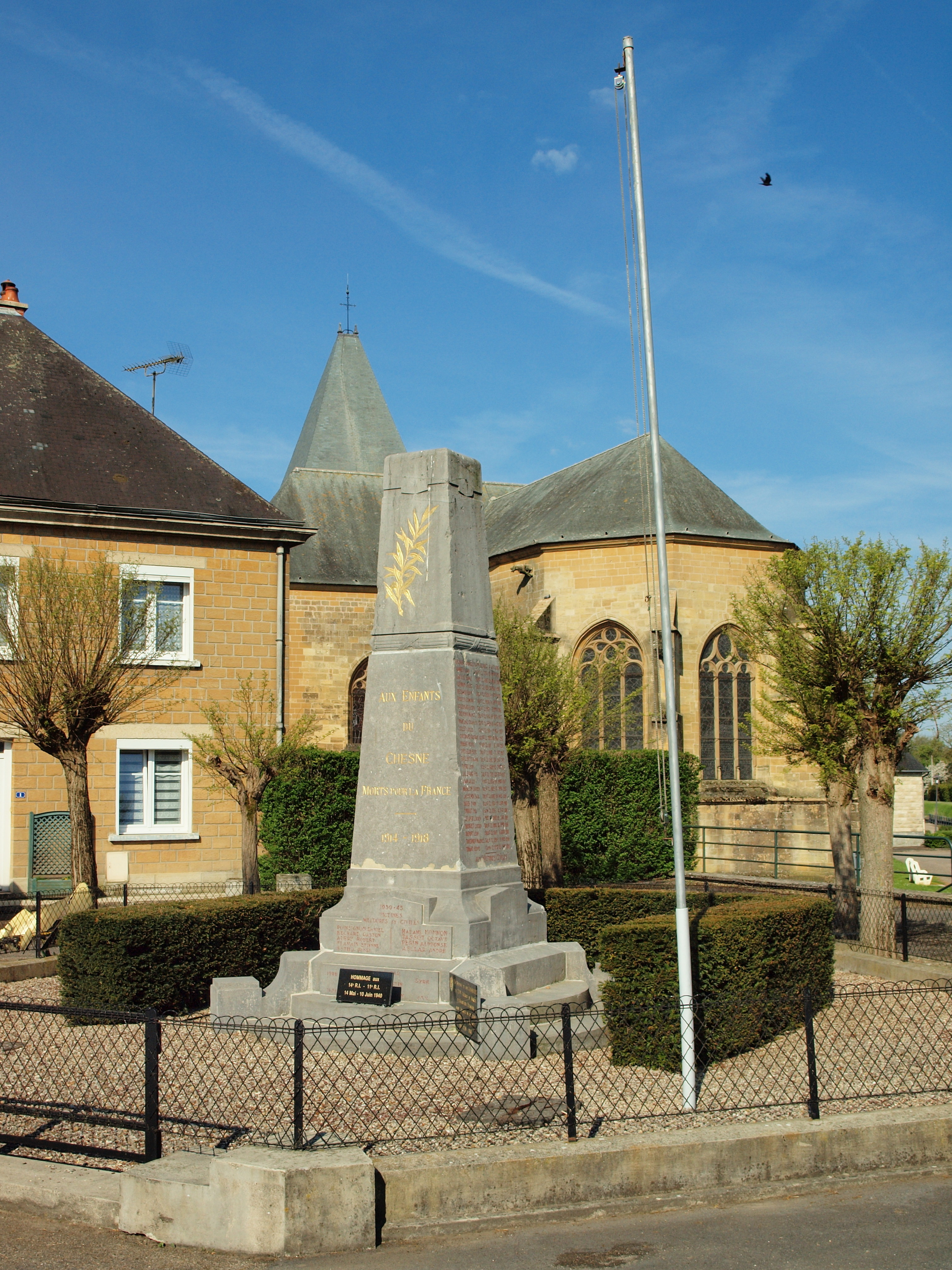
Le monument aux morts

En septembre 1792, l'armée des Ardennes, conduite par Dumouriez, repousse les armées prussiennes, menées par Brunswick barrant les passages des défilés de l'Argonne (celui du Chesne est le plus septentrional), provoquant la bataille de Valmy (et la proclamation de la première République). Durant la Terreur, le comité de surveillance du Chesne, groupe d'habitants se voulant garant de la pureté révolutionnaire de leurs concitoyens, envoie en la chartreuse du Mont-Dieu devenue une prison, une dizaine d'habitants, dont le curé constitutionnel qualifié de « prêtre fanatique et faux patriote ». À la suite de l'effondrement du premier Empire, la commune est occupée jusqu'en 1818 par des troupes russes.
Le canal des Ardennes, ouvert à la navigation en 1838, traverse le Chesne. Il est en partie alimenté, depuis 1846, par le lac de Bairon, situé sur le territoire de la commune, pour permettre au canal de rester navigable en été. Émile Zola, dans le roman La Débâcle, y fait passer une nuit à Napoléon III, peu avant la défaite de Sedan, vers le 28 août 1870. L'écrivain décrit « la petite place triangulaire », « l'étroit pont de pierre sur le canal », et « la petite maison blanche, à deux étages, qui faisait l'angle de la place et de la rue de Vouziers, une maison d'aspect bourgeois et calme », où couche l'empereur.
Le 15 octobre 1897 est ouverte à l'exploitation une ligne de chemin de fer métrique reliant Raucourt à Vouziers. Il n'en reste qu'une gare (le trafic a été interrompu dès 1933).
La commune est occupée durant toute la durée du conflit de la Première Guerre mondiale, à partir du 30 août 1914, par les troupes allemandes, qui s'emparent de la ville sans que le pont n'ait été détruit et qui rétablissent également le pont de chemin de fer. La commune sert ensuite de cantonnement de repos lorsque le front se stabilise en Champagne. En novembre 1918, les troupes allemandes en retraite emmènent toute la population, qui se retrouve le 11 novembre à Liège, parquée au jardin d'acclimatation. Un monument aux morts est inauguré au Chesne le 2 octobre 1921, en présence du sénateur Lucien Hubert, né dans la commune.
La ville est détruite au cours des bombardements de mai 1940, lors de la percée de l'armée allemande à Sedan, bien que l'essentiel des combats à terre ne se déroulent pas au Chesne mais à Stonne, à La Berlière, aux Grandes-Armoises, etc.
Les combats dans Le Chesne débutent le 16 mai au matin pour empêcher une traversée du canal des Ardennes. Le pont est notamment défendu par un B1 (char) et deux canons de 25 qui détruiront un char allemand lors de sa tentative de franchissement du pont. Les habitations sont incendiées par les tirs de mortiers et les bombardements d'avions en piqué. Le pont est détruit à 23h30 et le toit de l'église en feu s'effondre à minuit. Le bombardement continue toute la journée du 17 mai avec des tirs de mortier et d'obus de 105.
Les habitants partent en exode, vers les Deux-Sèvres, puis reviennent progressivement les années suivantes. Les troupes allemandes quittent Le Chesne le 1er septembre 1944, détruisant le pont de bois, et emportant avec eux une vingtaine d'otages, abandonnés finalement 2 km plus loin. Le 3 septembre, une première jeep américaine s'arrête sur la place de la commune, qui est officiellement libérée.
L'ensemble des bâtisses du centre-ville date de la reconstruction de la ville, qui dure environ 10 ans à partir de 1947.

## Politique et administration
| Période                                  | Période                     | Identité                        | Étiquette | Qualité                                            |
| ---------------------------------------- | --------------------------- | ------------------------------- | --------- | -------------------------------------------------- |
| Les données manquantes sont à compléter. |                             |                                 |           |                                                    |
| ..1763                                   | 1763..                      | Lefranc                         |           | .                                                  |
| ..1772                                   | 1776..                      | Huart                           |           | .                                                  |
| fév. 1790?                               | nov. 1791?                  | Charles-Robert Jamain           |           | fabricant de chapes de boucles au Chesne           |
| nov. 1791?                               | nov. 1792?                  | Joseph Berthe                   |           | "marchand de terre" au Chesne                      |
| ..juil. 1793                             | juil. 1793..                | Michel                          |           |                                                    |
| mars 1798                                | ..                          | Auguste Jamain, agent municipal |           | fabricant de chapes de boucles au Chesne           |
| .. mai 1808                              | mai 1808..                  | Grandvalet                      |           |                                                    |
| janvier 1813                             | 10 mai 1816 (démission)     | Louis Roland de Mecquenem       |           | reçu Garde de Louis XVIII le 15 mai 1815 à Gand    |
| .. oct. 1816                             | oct. 1816.                  | Jean-Baptiste Morel             |           |                                                    |
| .. juin 1830                             | juin 1830..                 | Jean-Baptiste Xavier Jamain     |           | propriétaire au Chesne                             |
| .. déc. 1830                             | 1864..                      | Zulime Lefèvre                  |           | notaire au Chesne                                  |
| .. janv. 1851                            | mars 1851..                 | Cousinard                       |           |                                                    |
| 1878                                     | 1879                        | Grisard                         |           |                                                    |
| 1879                                     | 1896..                      | Victor Martin                   |           | médecin                                            |
| inconnue                                 |                             | Alain Groud                     | DVD       |                                                    |
| avant 1981                               | ?                           | Pierre Reblé                    | DVD       | Conseiller général du canton du Chesne (1970-1982) |
| inconnue                                 | 1989                        | Jacques Touzelet                | DVD       | Conseiller général du canton du Chesne (1982-1988) |
| mars 1989                                | mars 2014                   | Gérard Deglaire                 | DVD       | agriculteur                                        |
| mars 2014                                | En cours (au 30 avril 2014) | Benoît Singlit                  | DVD       | agriculteur                                        |

## Population et société

### Démographie
L'évolution du nombre d'habitants est connue à travers les recensements de la population effectués dans la commune depuis 1793. À partir du 1er janvier 2009, les populations légales des communes sont publiées annuellement dans le cadre d'un recensement qui repose désormais sur une collecte d'information annuelle, concernant successivement tous les territoires communaux au cours d'une période de cinq ans. 
Pour les communes de moins de 10 000 habitants, une enquête de recensement portant sur toute la population est réalisée tous les cinq ans, les populations légales des années intermédiaires étant quant à elles estimées par interpolation ou extrapolation. Pour la commune, le premier recensement exhaustif entrant dans le cadre du nouveau dispositif a été réalisé en 2008,.
En 2013, la commune comptait 934 habitants, en évolution de −4,79 % par rapport à 2008 (Ardennes : −1,26 %, France hors Mayotte : +2,49 %).
| 1793 | 1800  | 1806  | 1821  | 1831  | 1836  | 1841  | 1846  | 1851  |
| ---- | ----- | ----- | ----- | ----- | ----- | ----- | ----- | ----- |
| 798  | 1 154 | 1 167 | 1 131 | 1 308 | 1 500 | 1 578 | 1 599 | 1 553 |

| 1866  | 1872  | 1876  | 1881  | 1886  | 1891  | 1896  | 1901  | 1906  |
| ----- | ----- | ----- | ----- | ----- | ----- | ----- | ----- | ----- |
| 1 548 | 1 512 | 1 608 | 1 557 | 1 541 | 1 538 | 1 543 | 1 526 | 1 362 |

| 1911  | 1921  | 1926  | 1931  | 1936  | 1946 | 1954  | 1962  | 1968  |
| ----- | ----- | ----- | ----- | ----- | ---- | ----- | ----- | ----- |
| 1 346 | 1 273 | 1 258 | 1 116 | 1 035 | 726  | 1 057 | 1 078 | 1 132 |

| 1975  | 1982  | 1990 | 1999 | 2008 | 2013 | - | - | - |
| ----- | ----- | ---- | ---- | ---- | ---- | - | - | - |
| 1 047 | 1 041 | 974  | 939  | 981  | 934  | - | - | - |

| Évolution de la population                                  | Le Chesne | Ardennes | Moyenne Nationale! |
| ----------------------------------------------------------- | --------- | -------- | ------------------ |
| Population (1999)                                           | 939       | 290 124  | 58 518 395         |
| Population (1990)                                           | 974       | 296 357  | 56 615 155         |
| Variation de population 1990-1999                           | - 35      | - 6 233  | +1 903 240         |
| Solde naturel 1990-1999                                     | + 9       | + 8 373  | +0,36 % par an     |
| Solde migratoire 1990-1999                                  | - 44      | - 14 600 | +0,01 % par an     |
| Taux annuel moyen de variation de la population 1990 - 1999 | - 0,4 %   | - 0,17 % | +0,37 %            |

| Structure de la population | Le Chesne | Ardennes | Moyenne Nationale |
| -------------------------- | --------- | -------- | ----------------- |
| Hommes                     | 49,6 %    | 49,23 %  | 48,6 %            |
| Femmes                     | 50,4 %    | 50,77 %  | 51,4 %            |

| Pyramide des âges | Le Chesne | Ardennes | Moyenne Nationale |
| ----------------- | --------- | -------- | ----------------- |
| Plus de 75 ans    | 11,3 %    | 7,1 %    | 7,7 %             |
| 60 - 74 ans       | 17,1 %    | 14,25 %  | 13,6 %            |
| 40 - 59 ans       | 23,3 %    | 25,39 %  | 26 %              |
| 20 - 39 ans       | 21,4 %    | 26,81 %  | 28,1 %            |
| 0 - 19 ans        | 26,8 %    | 26,43 %  | 24,6 %            |

| Ménages                        | Le Chesne | Ardennes | Moyenne Nationale |
| ------------------------------ | --------- | -------- | ----------------- |
| Nombre total de ménages        | 385       | 113 320  | 23 810 161        |
| Ménages de 1 personne          | 30,4 %    | 26,86 %  | 31 %              |
| Ménages de 2 personnes         | 31,4 %    | 31,73 %  | 31,1 %            |
| Ménages de 3 personnes         | 16,1 %    | 16,92 %  | 16,2 %            |
| Ménages de 4 personnes         | 11,9 %    | 14,5 %   | 13,8 %            |
| Ménages de 5 personnes         | 8,1 %     | 6,91 %   | 5,5 %             |
| Ménages de 6 personnes ou plus | 2,1 %     | 3,06 %   | 2,4 %             |

### Enseignement
La commune administre une école maternelle et une école élémentaire, en regroupement scolaire avec les communes voisines. Les collèges et les lycées se trouvent à Vouziers.

## Culture locale et patrimoine

### Lieux et monuments

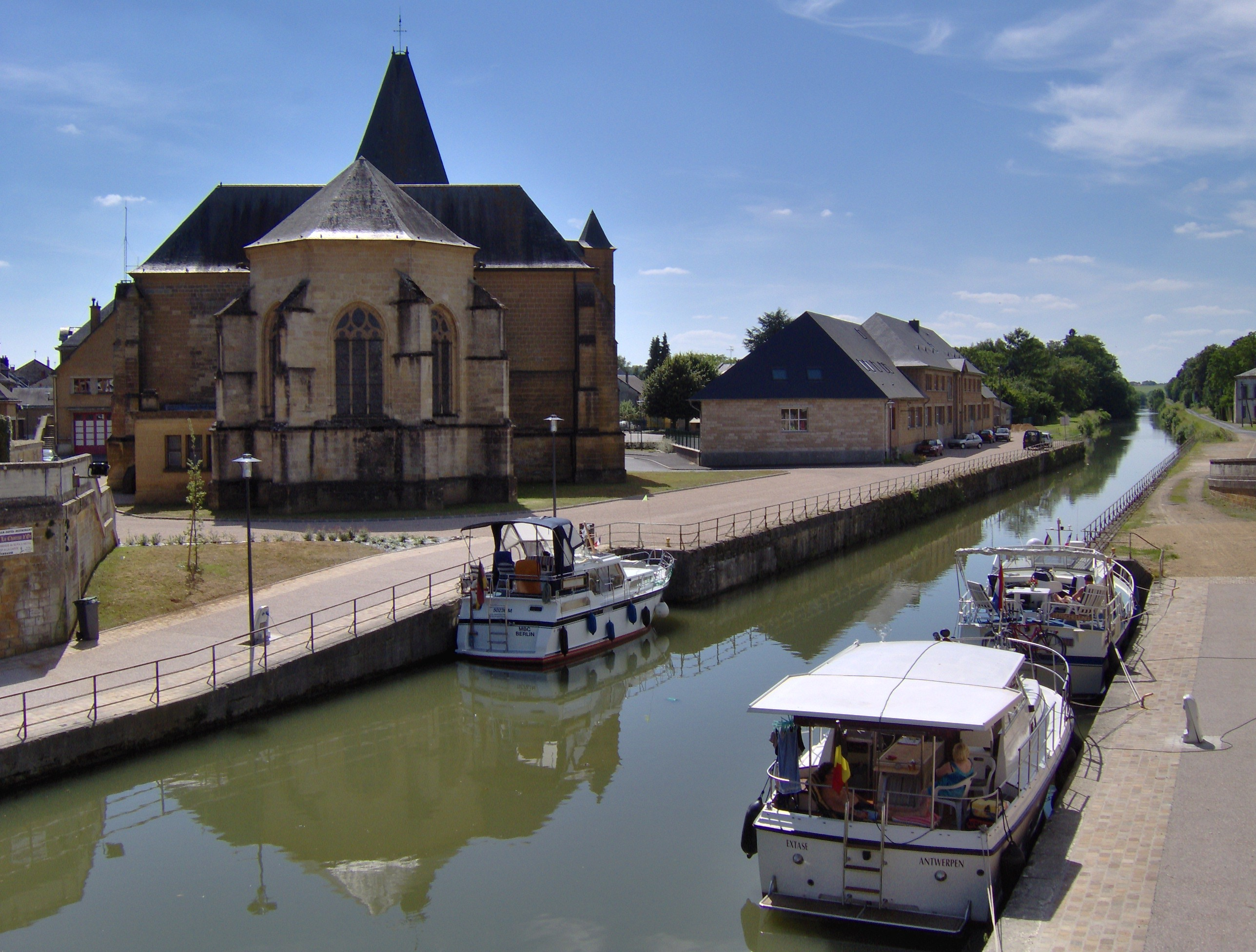
Le Chesne: église Saint-Jacques et canal des Ardennes.

- L'église Saint-Jacques, est un édifice des XIIe et XIIIe siècles, XVe, XVIe et XVIIIe siècles, classée monument historique par arrêté du 23 juin 1922[32], restaurée après la Seconde Guerre mondiale[33].
- Chapelle Saint-Brice à la ferme de Saint-Brice.
- La croix de pierre est une croix de carrefour ou monjoie du XIVe ou du XVe siècle, classée monument historique par arrêté du 23 juin 1922[34].
- Le lavoir de la Barbonne a été construit de façon simple au XIXe siècle. Le ruisseau qui l'alimente prend sa source à quelques mètres puis disparaît dans son lit (sous-sol de calcaire karstique).

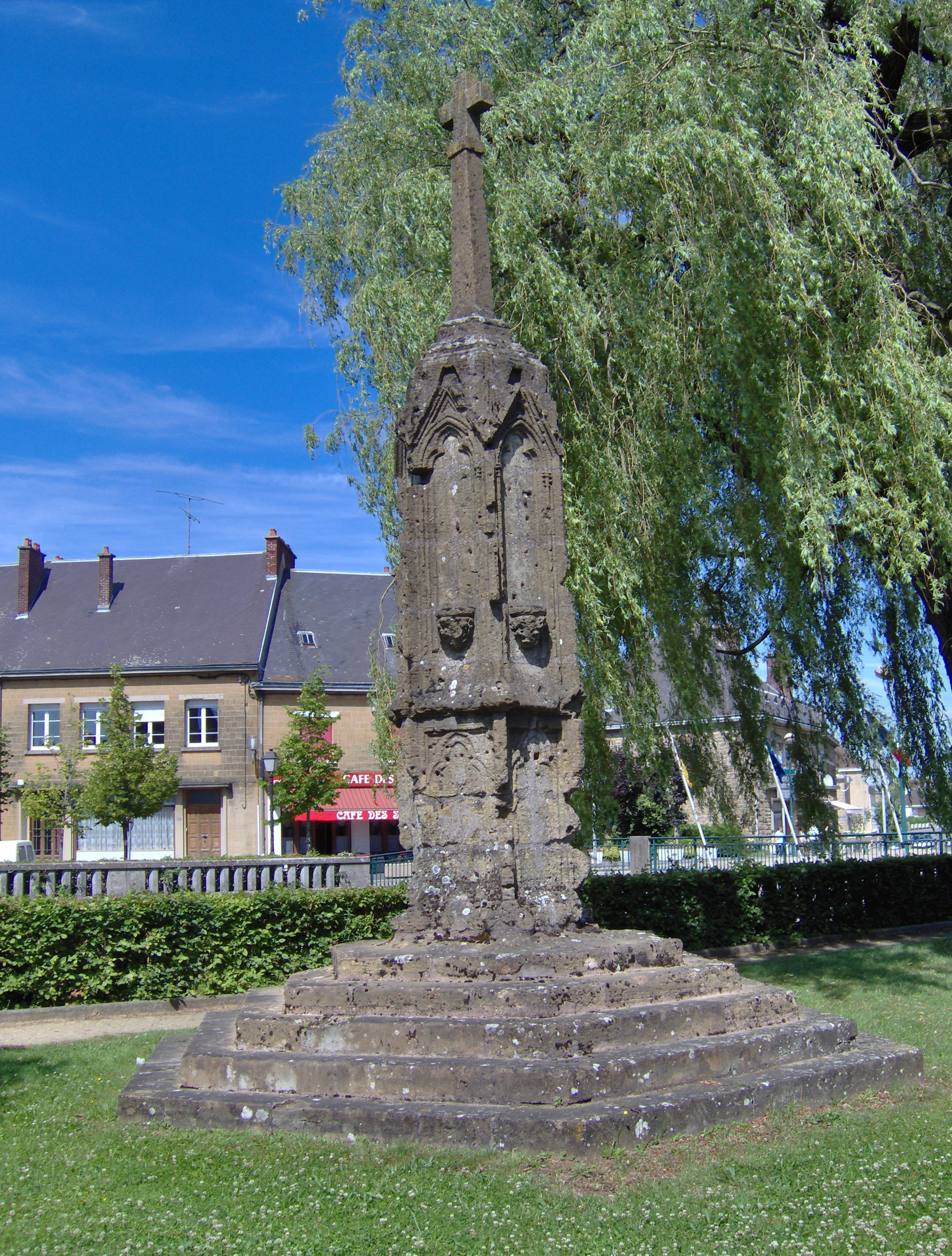
La croix de pierre.
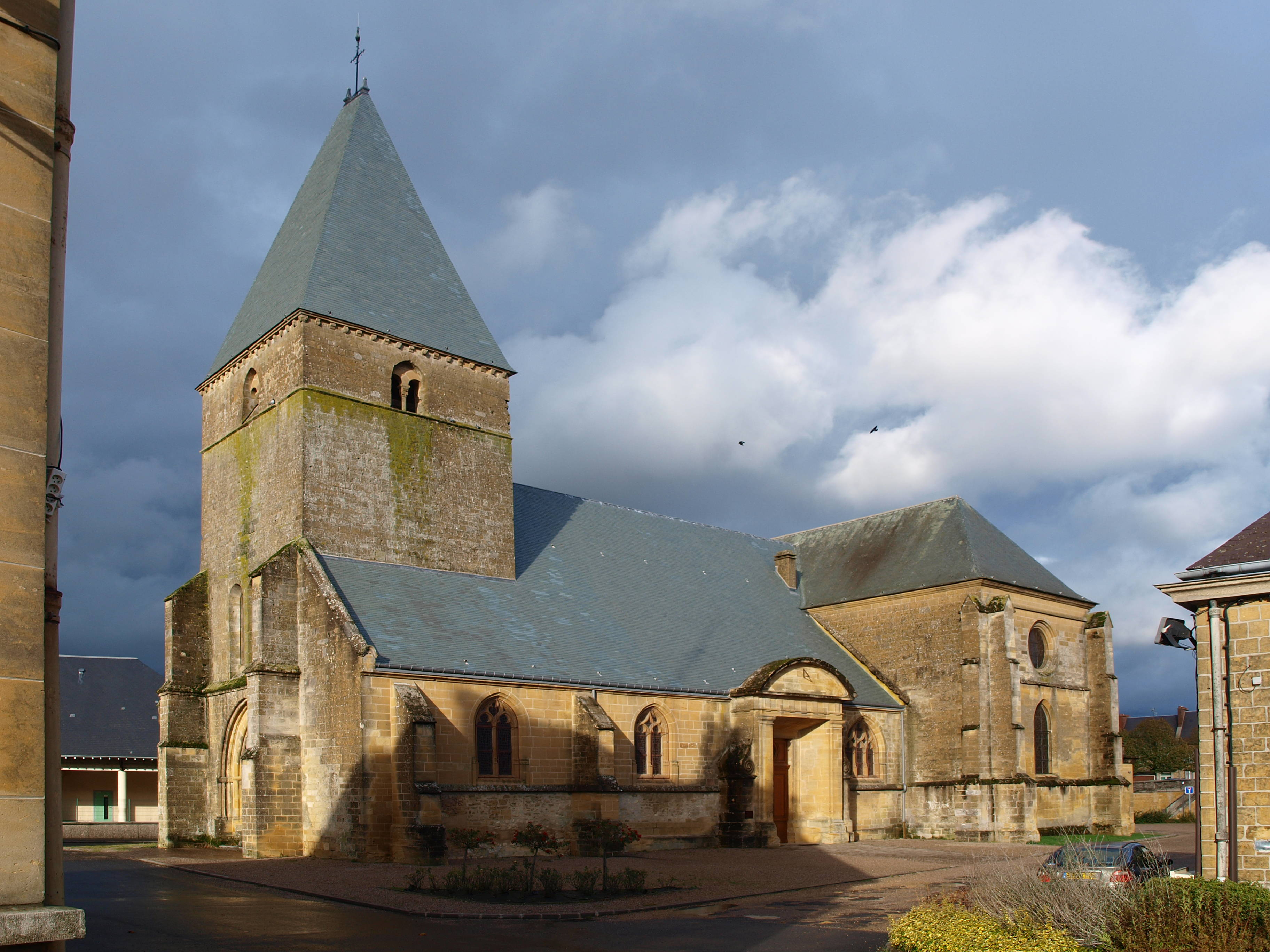
L'église Saint-Jacques.
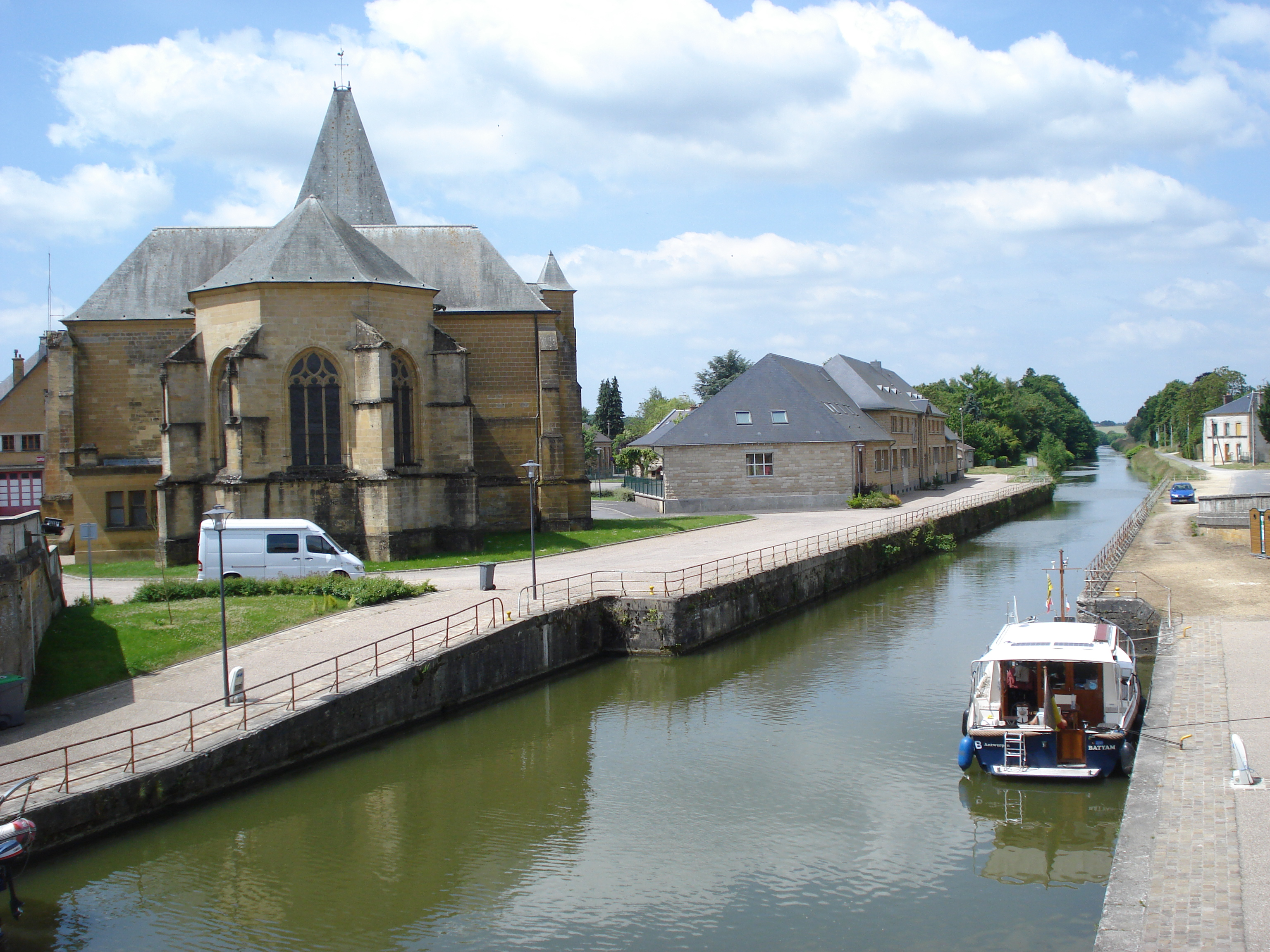
Le canal des Ardennes avec l'église et l'école.
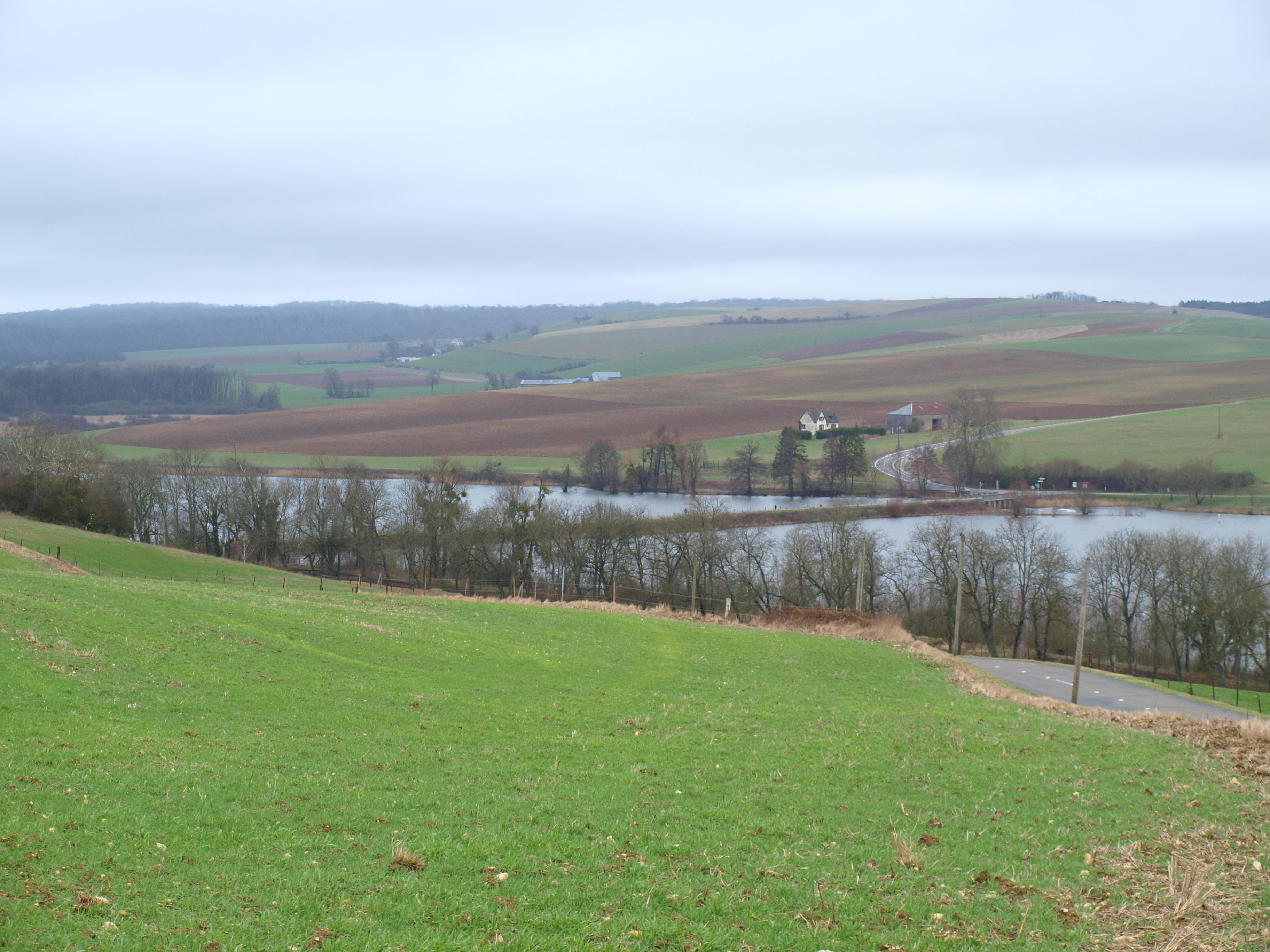
Le lac de Bairon

### Personnalités liées à la commune
- Louis de Monfrabeuf (1724-1792) militaire, puis écrivain, y est mort, à ferme de La Motte-Guéry.
- Général de Mecquenem (1808-1875), général de brigade d´artillerie français, né au Chesne.
- Général Simon Marie de Wacquant[35], né au Chesne le 30 floréal An VI (19 mai 1798), mort en service le 24 septembre 1857 à Poitiers.
- Lucien Hubert, né le 27 août 1868 au Chesne[36], décédé le 18 mai 1938 à Charleville, député des Ardennes du 11 avril 1897 au 19 janvier 1912, puis sénateur des Ardennes jusqu'à sa mort.
- Jules Courtehoux[37], né le 18 mars 1879 au Chesne, décédé le 4 juin 1957 à Tannay, député républicain-socialiste des Ardennes du 11 mai 1924 au 31 mai 1942.
- Albert Callay (1822-1896), pharmacien à Le Chesne & botaniste, rédacteur du Catalogue raisonné et descriptif des plantes vasculaires du département des Ardennes (Charleville, éd. E. Jolly, 1900, 455 p.)
- Philippe Christophe de Lamotte-Guéry (1769-1848), gendre de Louis de Monfrabeuf, fut le 1er baron du domaine de La Motte-Guéry.
- Hubert Fontaine, journaliste célèbre sous le pseudonyme de « Hubert le Jardinier », y est né en 1956.

### Héraldique
| Armes de Le Chesne | Les armes de Le Chesne se blasonnent ainsi : D’azur au chêne d’or posé sur un tertre du même, surmonté d’une colombe d’argent mouvant du canton dextre du chef d’une nuée aussi d’or et tenant en son bec la Sainte Ampoule de gueules. |